# Reto Müller
Pour les articles homonymes, voir Müller.
Reto Müller (né le 5 février 1998 à Schaffhouse) est un coureur cycliste suisse. Son frère aîné Patrick est également cycliste.

## Palmarès sur route

### Par année
- 2013
  -  Champion de Suisse sur route débutants
  - Prix des Vins Henri Valloton débutants
- 2014
  -  Champion de Suisse sur route débutants
  - Prix des Vins Henri Valloton débutants
- 2015
  - 2e de l'Enfer du Chablais juniors
  - 3e du championnat de Suisse sur route juniors
  - 4e du championnat du monde sur route juniors
- 2016
  - Classement général du Grand Prix Rüebliland
  -  Médaillé de bronze du championnat du monde sur route juniors
  - 7e du championnat d'Europe sur route juniors
- 2017
  - Grand Prix Sälipark
  - 2e du Handzame Challenge
- 2018
  - 2e du Circuit des Quatre Cantons

### Classements mondiaux
| Année           | 2018   |
| --------------- | ------ |
| UCI Europe Tour | 2 119e |

## Palmarès sur piste

### Championnats du monde juniors
- Astana 2015
  -  Médaillé d'argent de la poursuite par équipes juniors
- Aigle 2016
  -  Champion du monde de l'américaine juniors (avec Marc Hirschi)

### Championnats de Suisse
- 2013
  -  Champion de Suisse de vitesse par équipes (avec Patrick Müller et Jan Keller)
- 2014
  -  Champion de Suisse de vitesse par équipes (avec Nico Selenati et Jan Keller)
- 2015
  -  Champion de Suisse de vitesse par équipes (avec Andreas Müller et Patrick Müller)
- 2016
  -  Champion de Suisse de l'américaine (avec Marc Hirschi)
  -  Champion de Suisse de vitesse par équipes (avec Andreas Müller et Nico Selenati)
- 2017
  -  Champion de Suisse de poursuite par équipes (avec Claudio Imhof, Patrick Müller, Lukas Rüegg et Nico Selenati)

## Palmarès en cyclo-cross
- 2013-2014
  -  Champion de Suisse de cyclo-cross débutants